# Skateboarding na Letnich Igrzyskach Olimpijskich 2024 – street kobiet
Konkurs skateboardingu w streecie kobiet podczas XXXIII Letnich Igrzysk Olimpijskich w Paryżu odbył się w dniu 28 lipca 2024. Do rywalizacji przystąpiło 22 sportowców z 10 krajów. Mistrzynią olimpijską została Japonka Coco Yoshizawa, wicemistrzynią jej rodaczka Liz Akama, a brąz zdobyła Brazylijka Rayssa Leal.
Arena zawodów znajdowała się na paryskim placu Zgody.

## System rozgrywek
Zawody były rozgrywane w dwóch rundach (półfinałowej i finałowej). Półfinały odbyły się w czterech grupach. Do finału awansowało 8 najlepszych zawodników ze wszystkich grup.
W każdej rundzie zawodnicy wykonywali dwa 45-sekundowe przejazdy, podczas których wykonywali pięć indywidualnych trików. Wynikiem końcowym była suma oceny za najlepszy z przejazdów i dwie najwyższe noty za triki.

## Wyniki

### Półfinał
| Miejsce | Grupa | Skaterka          | Reprezentacja     | Przejazdy | Przejazdy | Triki | Triki | Triki | Triki | Triki | Wynik  |
| Miejsce | Grupa | Skaterka          | Reprezentacja     | 1         | 2         | 1     | 2     | 3     | 4     | 5     | Wynik  |
| ------- | ----- | ----------------- | ----------------- | --------- | --------- | ----- | ----- | ----- | ----- | ----- | ------ |
| 1       | 2     | Coco Yoshizawa    | Japonia           | 83.59     | 71.75     | 86.65 | 88.68 | 78.19 | 0.00  | 0.00  | 258.92 |
| 2       | 4     | Liz Akama         | Japonia           | 86.55     | 51.40     | 86.83 | 0.00  | 84.61 | 81.35 | 78.12 | 257.99 |
| 3       | 1     | Cui Chenxi        | Chiny             | 80.62     | 82.01     | 81.18 | 83.11 | 0.00  | 89.22 | 0.00  | 254.34 |
| 4       | 1     | Chloe Covell      | Australia         | 68.14     | 78.89     | 82.26 | 0.00  | 0.00  | 85.58 | 0.00  | 246.73 |
| 5       | 4     | Funa Nakayama     | Japonia           | 79.87     | 54.73     | 84.56 | 0.00  | 81.09 | 0.00  | 0.00  | 245.52 |
| 6       | 3     | Paige Heyn        | Stany Zjednoczone | 71.65     | 35.37     | 85.66 | 0.00  | 86.98 | 0.00  | 0.00  | 244.29 |
| 7       | 3     | Rayssa Leal       | Brazylia          | 59.88     | 35.62     | 85.87 | 88.87 | 92.68 | 0.00  | 0.00  | 241.43 |
| 8       | 4     | Poe Pinson        | Stany Zjednoczone | 39.30     | 71.25     | 0.00  | 0.00  | 0.00  | 81.80 | 88.07 | 241.12 |
| 9       | 2     | Zhu Yuanling      | Chiny             | 59.35     | 60.11     | 0.00  | 0.00  | 86.88 | 0.00  | 87.83 | 234.82 |
| 10      | 2     | Roos Zwetsloot    | Holandia          | 49.5      | 71.6      | 83.61 | 0.00  | 0.00  | 0.00  | 78.50 | 233.71 |
| 11      | 3     | Lucie Schoonheere | Francja           | 24.22     | 76.81     | 78.19 | 73.05 | 0.00  | 0.00  | 0.00  | 228.05 |
| 12      | 1     | Zeng Wenhui       | Chiny             | 55.85     | 12.66     | 0.00  | 0.00  | 83.76 | 0.00  | 83.88 | 223.49 |
| 13      | 2     | Daniela Terol     | Hiszpania         | 63.72     | 70.12     | 76.39 | 0.00  | 0.00  | 73.87 | 0.00  | 220.38 |
| 14      | 1     | Natalia Munoz     | Hiszpania         | 48.83     | 57.44     | 74.25 | 83.01 | 68.12 | 0.00  | 0.00  | 214.70 |
| 15      | 3     | Keet Oldenbeuving | Holandia          | 64.61     | 48.40     | 0.00  | 72.69 | 73.48 | 0.00  | 0.00  | 210.78 |
| 16      | 2     | Pâmela Rosa       | Brazylia          | 11.52     | 41.48     | 0.00  | 0.00  | 80.10 | 0.00  | 83.65 | 205.23 |
| 17      | 4     | Vareeraya Sukasem | Tajlandia         | 48.52     | 45.07     | 0.00  | 74.04 | 78.19 | 0.00  | 0.00  | 200.75 |
| 18      | 1     | Boipelo Awuah     | Południowa Afryka | 19.56     | 31.82     | 0.00  | 61.15 | 51.78 | 66.37 | 0.00  | 159.34 |
| 19      | 2     | Gabi Mazetto      | Brazylia          | 21.07     | 61.17     | 0.00  | 0.00  | TNS   | 83.18 | 0.00  | 144.35 |
| 20      | 3     | Haylie Powell     | Australia         | 62.19     | 41.07     | 0.00  | 0.00  | 0.00  | 63.11 | 0.00  | 125.30 |
| 21      | 1     | Liv Lovelace      | Australia         | 40.38     | 23.00     | 77.72 | 0.00  | 0.00  | 0.00  | 0.00  | 118.10 |
| 22      | 4     | Mariah Duran      | Stany Zjednoczone | 12.13     | 58.36     | 0.00  | 0.00  | 0.00  | 0.00  | 0.00  | 58.36  |

### Finał
| Miejsce | Skaterka       | Reprezentacja     | Przejazdy | Przejazdy | Triki | Triki | Triki | Triki | Triki | Wynik  |
| Miejsce | Skaterka       | Reprezentacja     | 1         | 2         | 1     | 2     | 3     | 4     | 5     | Wynik  |
| ------- | -------------- | ----------------- | --------- | --------- | ----- | ----- | ----- | ----- | ----- | ------ |
| złoto   | Coco Yoshizawa | Japonia           | 85.02     | 86.80     | 0.00  | 86.34 | 0.00  | 96.49 | 89.46 | 272.75 |
| srebro  | Liz Akama      | Japonia           | 13.28     | 89.26     | 92.62 | 84.07 | 0.00  | 0.00  | 0.00  | 265.95 |
| brąz    | Rayssa Leal    | Brazylia          | 71.66     | 34.80     | 0.00  | 92.88 | 0.00  | 0.00  | 88.83 | 253.37 |
| 4       | Cui Chenxi     | Chiny             | 65.47     | 65.04     | 86.98 | 89.11 | 0.00  | 0.00  | 0.00  | 241.56 |
| 5       | Poe Pinson     | Stany Zjednoczone | 36.75     | 50.18     | 83.73 | 0.00  | 88.43 | 0.00  | 0.00  | 222.34 |
| 6       | Paige Heyn     | Stany Zjednoczone | 39.88     | 76.41     | 0.00  | 86.82 | 0.00  | 0.00  | 0.00  | 163.23 |
| 7       | Funa Nakayama  | Japonia           | 48.14     | 79.77     | 0.00  | 0.00  | 0.00  | 0.00  | 0.00  | 79.77  |
| 8       | Chloe Covell   | Australia         | 70.33     | 45.46     | 0.00  | 0.00  | TNS   | 0.00  | 0.00  | 70.33  |